# Isla Campobello
La isla Campobello (en inglés: Campobello Island; en francés: île Campobello) es una isla canadiense situada en la entrada de la bahía de Passamaquoddy, junto a la entrada de la bahía de Cobscook, y dentro de la bahía de Fundy. La isla forma parte del condado de Charlotte, Nuevo Brunswick, pero actualmente esta físicamente conectada por el puente Franklin Delano Roosevelt con Lubec, en el estado de Maine el extremo más oriental del territorio continental de Estados Unidos.
Mide unos 14 kilómetros de largo y unos 5 kilómetros de ancho, y tiene una superficie de 39,6 kilómetros cuadrados.